# Natural Bridge (Alabama)
Natural Bridge es un pueblo ubicado en el condado de Winston en el estado estadounidense de Alabama. En el censo de 2000, su población era de 28.

## Demografía
En el 2000 la renta per cápita promedia del hogar era de $ 11.875$, y el ingreso promedio para una familia era de 10.625$. El ingreso per cápita para la localidad era de 4.619$. Los hombres tenían un ingreso per cápita de 21.250$ contra 13.750$ para las mujeres.

## Geografía
Natural Bridge está situado en 34°5′30″N 87°36′16″O / 34.09167, -87.60444 (34.091713, -87.604523).
Según la Oficina del Censo de los EE. UU., la ciudad tiene un área total de 0.42 millas cuadradas (1.09 km²).